# Heyrovskaya
Heyrovskaya is een geslacht van kevers uit de familie bladkevers (Chrysomelidae).
De wetenschappelijke naam van het geslacht werd in 1968 gepubliceerd door Madar & Madar.

## Soorten
- Heyrovskaya gomerensis Gruev & Petitpierre, 1979
- Heyrovskaya oromii Gruev & Petitpierre, 1979